# غوان أسود
غوان أسود (الاسم العلمي: Chamaepetes unicolor) هو نوع من الطيور يتبع جنس الغوان أرضي من فصيلة القرازية.